# Pleroma (red social)
Pleroma es una red social libre y descentralizada de microblogging, compatible con otros servicios en el fediverso como Mastodon. Cuenta con más de 1000 servidores o instancias.